# Paint Rock (Texas)
Paint Rock város az USA Texas államában. Lakosainak száma 237 fő (2020. április 1.).

## Népesség
A település népességének változása:

| 2010 | 273 |
| 2020 | 237 |